# General Motors
 (транскр.  Dženeral motors kampani; skraćeno GM) američki je proizvođač automobila sa sedištem u Detroitu. Poznant je kao proizvođač četiri marke automobila — Chevrolet, GMC, Cadillac i Buick. Najveći je proizvođač automobila u Sjedinjenim Američkim Državama, a 77 godina uzastopno je bio i najveći na svetu dok ga tokom 2008. nije pretekla Toyota.
Osnovan je 16. septembra 1908. kao holding za Buick, najvećeg proizvođača konjskih zaprega u to vreme. U prvoj polovini 20. veka General Motors je prerastao u automobilskog velikana kroz akvizicije. U drugoj polovini, General Motors je težio inovacijama i novim ponudama potrošačima, kao i saradnji sa Nasom na razvoju najranijih električnih vozila. Današnji entitet je osnovan 2009. nakon reorganizacije preduzeća.
Od 2024. General Motors zauzima 25. mesto po ukupnom prihodu na top-listi Fortune 500 i 50. mesto na top-listi Fortune Global 500. Godine 2023. našao se na 70. mestu top-liste Forbes Global 2000. Godine 2021. General Motors je objavio svoju nameru da okonča proizvodnju vozila sa motorima sa unutrašnjim sagorevanjem do 2035, kao deo svog plana da postigne neutralnost ugljenika do 2040.

## Istorija

### Osnivanje i konsolidacija
Do 1900. godine, Durant-Dort karidž kompanija Vilijama K. Duranta iz Flinta u Mičigenu, postala je najveći proizvođač vozila na konjski pogon u Sjedinjenim Državama. Durant je bio nesklon automobilima, ali njegov kolega biznismen iz Flinta Džejms H. Vajting, vlasnik kompanije Flint vagon vorks, prodao mu je kompaniju Bjuik motor 1904. godine. Durant je 1908. osnovao kompaniju Dženeral motors kao holding kompaniju, pozajmivši konvenciju o imenovanju od Dženeral elektrika. GM-ova prva akvizicija bio je Bjuik, koji je Durant već posedovao, a zatim Olds motor vorks 12. novembra 1908. godine. Pod Durantom, GM je nastavio da kupuje Kadilak, Elmor, Velč, Karterkar, Oukland (prethodnik Pontijaka), kompaniju Brza motorna vozila iz Pontijaka, Mičigana, i Rilijans motorna kola kompaniju iz Detroita, Mičigen (prethodnici GMC-a) godine. 1909. godine.
Durant je, uz odobrenje odbora, takođe pokušao da kupi Ford motor kompaniju, ali mu je bilo potrebno dodatnih 2 miliona dolara. Durant je preterao sa GM-om u akvizicijama, te ga je upravni odbor smenio 1910. po nalogu bankara koji su podržali zajmove da bi GM održao posao. Na akciju bankara delimično je uticala panika 1910–1911 koja je usledila nakon ranije primene Šermanovog antimonopolskog zakona iz 1890. Godine 1911, Čarls F. Ketering iz kompanije Dajtonska inženjerska laboratorija (DELCO) i Henri M. Liland izumeli su i patentirali prvi električni starter u Americi.Š U novembru 1911. Durant je osnovao Ševrolet zajedno sa vozačem trkačkih automobila Luisom Ševroletom, koji je napustio kompaniju 1915. nakon neslaganja sa Durantom.
GM je ponovo osnovan u Detroitu 1916. godine kao Dženeral motors korporacija i postao javno preduzeće putem inicijalne javne ponude. Do 1917. godine, Ševrolet je postao dovoljno uspešan da je Durant, uz podršku Semjuela Maklaflina i Pjera S. du Ponta, ponovo stekao kontrolni udeo u GM-u. Iste godine, GM je kupio Samson traktor. Ševrolet motor kompanija je konsolidovana u GM 2. maja 1918, a iste godine GM je kupio Junajted motors, dobavljača delova koji je osnovao Durant, a na čijem je čelu bio Alfred P. Sloun za 45 miliona dolara. Makloflin motor kar kompanija, koju je osnovao R. S. Makloflin, postala je Dženeral motors Kanada. Godine 1919, GM je kupio kompaniju Gardian fridžerejtor, u vlasništvu Duranta, koja je preimenovana u Fridžidear. Takođe 1919. godine, osnovana je Dženeral motors akseptans korporacija (GMAC), koja obezbeđuje finansiranje kupaca u automobilskoj industriji.
Godine 1920, du Pont je ponovo organizovao uklanjanje Duranta i zamenio ga Alfredom P. Slounom. U vreme kada se GM u velikoj meri takmičio sa Ford motor kompanijom, Sloun je uspostavio godišnje promene modela, čineći modele iz prethodnih godina „datiranim” i stvorio tržište za polovne automobile. Takođe je primenio strategiju određivanja cena koju danas koriste automobilske kompanije. Ova strategija određivanja cena je postavila za Ševrolet, Pontijak, Oldsmobil, Bjuik i Kadilak cene od najjeftinije do najskuplje, respektivno.
Godine 1921, Tomas Midžli mlađi, inženjer za GM, otkrio je tetraetilolovo (olovni benzin) kao sredstvo protiv detonacija, a GM je patentirao jedinjenje jer etanol nije mogao da se patentira. To je dovelo do razvoja motora sa većom kompresijom, što je rezultiralo većom snagom i efikasnošću. Javnost je kasnije saznala da je olovo sadržano u benzinu štetno za različite biološke organizme uključujući i ljude. Dokazi pokazuju da su korporativni rukovodioci od samog početka razumeli zdravstvene implikacije tetraetilolova. Kao inženjer za GM, Midžli je takođe razvio hlorofluorougljenike, koji su sada zabranjeni zbog njihovog doprinosa klimatskim promenama.
Pod ohrabrenjem predsednika GM-a Alfreda P. Slouna mlađeg, GM je kupio Voksol motors za 2,5 miliona dolara 1925. godine. Kompanija je takođe stekla učešće u proizvodnoj kompaniji Jelou kab iste godine, a njen predsednik, Džon D. Herc, pridružio se upravnom odboru GM-a; ostatak kompanije je kupljen 1943. godine.

### Rast i akvizicije
Godine 1926, kompanija je predstavila brend Pontijak i uspostavila program osiguranja Dženeral motors grupe za pružanje životnog osiguranja svojim zaposlenima. Sledeće godine, nakon uspeha modela Kadilak LaSal iz 1927. koji je dizajnirao Harli Erl, Sloun je stvorio „Odeljenje za umetnost i boje” GM-a i imenovao Erla za njegovog prvog direktora. Erl je bio prvi dizajner koji je postavljen na čelo velike američke korporacije. Erl je stvorio sistem dizajna automobila koji se i danas praktikuje. Dvadesetčetvorogodišnjeg Bila Mičela je Erl regrutovao u dizajnerski tim u GM-u, a kasnije je imenovan za glavnog dizajnera Kadilaka. Nakon što se Earl penzionisao u decembru 1958. godine, Mičel je preuzeo dizajn automobila za GM. Takođe 1926. godine, kompanija je kupila Fišer bodi, svog dobavljača karoserija za automobile..
GM je kupio kompaniju Alison indžin i počeo da razvija avionski motor sa tečnim hlađenjem od 1000 konjskih snaga 1929. godine. Iste godine, GM je kupio 80% Opela, koji je u to vreme imao 37,5% tržišnog udela u Evropi, za 26 miliona dolara. Preostalih 20% je stečeno 1931. godine.
Krajem 1920-ih, Čarls Ketering je započeo program za razvoj laganog dvotaktnog dizel motora za moguću upotrebu u automobilima. Ubrzo nakon toga, GM je kupio Elektro-motiv kompaniju i Vinton indžin korporaciju, a 1941. je proširio oblast EMC-a na proizvodnju motora za lokomotive.
Godine 1932, GM je kupio Pakard elektrik (što ne treba mešati sa automobilskom kompanijom Pakard, koja se godinama kasnije spojila sa Studebejkerom). Sledeće godine, GM je stekao kontrolni udeo u Severnoameričkoj avijaciji i spojio ga sa korporacijom Generalna avijacijska proizvodnja.
Radna snaga GM-a učestvovala je u formiranju sindikata Ujedinjenih automobilskih radnika 1935. godine, a 1936. godine UAW je organizovao Flint Sit-Don štrajk, koji je u početku obuhvatao dve ključne fabrike u Flintu, Mičigen, a kasnije se proširio na 6 drugih fabrika uključujući one u Džejnsvilu, Viskonsin i Fort Vejnu, Indijana. U Flintu je policija pokušala da uđe u fabriku da uhapsi štrajkače, što je dovelo do nasilja; u drugim gradovima postrojenja su mirno zatvorena. Štrajk je rešen 11. februara 1937, kada je GM priznao UAW kao ekskluzivnog predstavnika za pregovaranje svojih radnika i dao radnicima povišicu od 5% i dozvolu da održavaju govore u trpezariji.
Volter E. Džomini i A.L. Bodžhold iz GM-a su 1937. godine izumeli Džominijev test za kaljivost ugljeničnog čelika, što je napredak u termičkoj obradi koji se i danas koristi kao ASTM A255. GM je sledeće godine osnovao Detroit dizel.
Godine 1939, kompanija je osnovala Motors osiguravajuću korporaciju i ušla na tržište osiguranja vozila. Iste godine, GM je predstavio Hajdramatik, prvi pristupačan i uspešan automatski menjač, za Oldsmobil iz 1940. godine.
- Logo hladnjaka Pontijaka iz 1926
- 1928 Pontijak serija 6-28 dvovratna petoroosobna limuzina
- 1932 Pontijak serija 402 šest dvovratna petoroosobna limuzina
- 1936 Pontijak master šesta serija 6BB kupe

Tokom Drugog svetskog rata, GM je proizveo ogromne količine naoružanja, vozila i aviona za saveznike iz Drugog svetskog rata. Godine 1940, GM-ov [[William S. Knudsen|Vilijam S. Knudsen služio je kao šef američke ratne produkcije predsednika Frenklina Ruzvelta, a do 1942. cela GM-ova proizvodnja je bila u službi ratne podrške. GM-ov Voksol motors je proizveo seriju tenkova Čerčil za saveznike, što je bilo ključno u kampanji u Severnoj Africi. Međutim, njegova Opel divizija, sa sedištem u Nemačkoj, snabdevala je Vermaht vozilima. Politički, Sloun, kao šef GM-a u to vreme, bio je vatreni protivnik Nju dila, koji je podsticao sindikate i javni prevoz. Sloun se divio i podržavao Adolfa Hitlera. Nacistički šef za naoružanje Albert Šper je navodno 1977. rekao da Hitler „nikada ne bi razmišljao o invaziji Poljske” bez tehnologije sintetičkog goriva koju je obezbedio Dženeral motors. Američka vlada je kompenzovala GM sa 32 miliona dolara, jer su njegove nemačke fabrike bombardovale američke snage tokom rata.
Od 28. januara 1953, Dvajt D. Ajzenhauer je imenovao Čarlsa Ervina Vilsona, tadašnjeg predsednika GM-a, za ministra odbrane Sjedinjenih Država.
U decembru 1953, GM je kupio Juklid traks, proizvođača teške opreme za zemljane radove, uključujući kipere, utovarivače i strugače za traktore na točkovima, što je kasnije dovelo do brenda Tereks.

### Periodi inovacija
Alfred F. Sloun se povukao sa mesta predsednika i nasledio ga je Albert Bredli u aprilu 1956. godine.
Godine 1962, GM je predstavio prvi serijski automobil sa turbopunjačem na svetu u Oldsmobil Katlasovom Turbo-Džetfajeru. Dve godine kasnije, kompanija je predstavila svoj logo i zaštitni „Znak izvrsnosti”na Svetskom sajmu u Njujorku 1964. godine. Kompanija je koristila tu oznaku kao svoj glavni korporativni identifikator do 2021. godine.
GM je plasirao na tržište Elektrovan 1966. godine, prvi automobil sa vodoničnim gorivnim ćelijama ikada proizveden. Iako gorivne ćelije postoje od ranih 1800-ih, GM je bio prvi koji je koristio gorivu ćeliju, koju je isporučio Junion karbid, za pogon točkova vozila sa budžetom vrednim više „miliona dolara“.
Tokom 1960-ih, GM je bio rani zagovornik V6 motora, ali je brzo izgubio interesovanje kako je popularnost visokoperformantnih automobila porasla. GM je demonstrirao vozila sa gasnim turbinama na kerozin, što je područje od interesa u celoj industriji, ali je napustio alternativnu konfiguraciju motora zbog naftne krize iz 1973. godine.
U partnerstvu sa Boingom, GM-ova Delko odbrambena elektronska divizija dizajnirala je Lunarno vozilo, koji se kretalo po površini Meseca, 1971. godine. Sledeće godine, GM je proizveo prvi sistem protiv blokiranja točkova na zadnjim točkovima za dva modela: Toronado i Eldorado.
Godine 1973, Oldsmobile Toronado je bio prvi maloprodajni automobil koji je prodat sa vazdušnim jastukom za suvozača.
Tomas Marfi je postao izvršni direktor kompanije, nasledivši Ričarda K. Gerstenberga u novembru 1974. godine.
GM je ugradio svoje prve katalitičke konvertore u svoje modele iz 1975. godine.
Od 1978. do 1985. GM je promovisao prednosti dizel motora i tehnologija za deaktivaciju cilindara. Međutim, imao je katastrofalne rezultate zbog loše izdržljivosti kod Oldsmobilovih dizelaša i problema sa voznim sposobnostima u Kadilakovim V8-6-4 motorima sa varijabilnim cilindrom.
GM je prodao Fridžidear 1979. Iako je Fridžidear imao između 450 miliona i 500 miliona dolara godišnjeg prihoda, gubio je novac.
Robert Li iz GM-a je izumeo neodimijumski magnet, koji je proizveden brzim očvršćavanjem, 1984. godine. Ovaj magnet se obično koristi u proizvodima kao što je hard disk računara. Iste godine, GM je kupio preduzeće Elektronski sistemi podataka za 2,5 milijardi dolara od Rosa Peroa kao deo strategije generalnog direktora Rodžera Smita da ostvari najmanje 10% svog godišnjeg svetskog prihoda iz neautomobilskih izvora. GM je takođe nameravao da EDS vodi svoje knjigovodstvo, pomaže u kompjuterizaciji fabrika i integriše GM-ove računarske sisteme. Transakcija je učinila Rosa Peroa najvećim akcionarom GM-a; međutim, neslaganja sa Rodžerom Smitom navela su kompaniju da kupi sve akcije Rosa Peroa za 750 miliona dolara 1986. godine.
U nastavku svojih planova za diversifikaciju, GMAC je formirao GMAC morgidž i kupio Kolonijal morgidž, kao i servisni ogranak Norvest morgidž 1985. godine. Ova akvizicija je uključivala hipotekarni portfelj od 11 milijardi dolara. Iste godine, GM je kupio kompaniju Hjuz erkraft za 5 milijardi dolara u gotovini i akcijama, i spojio je sa Delko elektronikom. Sledeće godine, GM je kupio 59,7% Lotus karsa, britanskog proizvođača sportskih automobila visokih performansi.
Godine 1987, u saradnji sa Aerovajronmentom, GM je napravio Sanrejser, koji je pobedio na inauguracionom Svetskom solarnom izazovu i predstavljao je primer napredne tehnologije. Veliki deo tehnologije iz Sanrejsera našao se u Impakt prototipu električnog vozila (koji je takođe napravio Aerovajronment) i bio je prethodnik Dženeral motorsa EV1.
Godine 1988, GM je kupio 15% udela u Aerovajronmentu.
Godine 1989, GM je kupio polovinu poslovanja sa automobilima preduzeća Sab automobil za 600 miliona dolara.

### Prodaja imovine
U avgustu 1990. Robert Stempel je postao izvršni direktor kompanije, nasledivši Rodžera Smita. GM je značajno smanjio proizvodnju i pretrpeo gubitke te godine zbog recesije ranih 1990-ih.
Godine 1990, GM je debitovao sa konceptom Dženeral motors EV1 (Impakt), električno vozilo na baterije, na sajmu automobila u LA. Bio je to prvi automobil sa nultom emisijom štetnih gasova na tržištu u SAD u više od tri decenije. Impakt je proizveden kao EV1 za modelsku godinu 1996 i bio je dostupan samo uz zakup od određenih dilera u Kaliforniji i Arizoni. U periodu 1999–2002, GM je obustavio proizvodnju vozila i počeo da ne obnavlja ugovore o zakupu, razočaravajući mnoge ljude, navodno zato što program ne bi bio isplativ i što bi kanibalizirao postojeće poslovanje. Sva EV1 vozila su na kraju vraćena Dženeral motorsu, a osim oko 40 koja su donirana muzejima sa deaktiviranim električnim pogonima, sva su uništena. Dokumentarni film Ko je ubio električni automobil? sadrži priču o EV1.
U novembru 1992, Džon F. Smit mlađi je postao izvršni direktor kompanije.
Godine 1993, GM je prodao Lotus automobile Bugatiju.
Godine 1996, u povratku na svoje automobilske osnove, GM je završio korporativno odvajanje Elektronskih sistema podataka.
Godine 1997, GM je prodao vojne poslove kompanije Hjuz erkraft kompaniji Rejtion za 9,5 milijardi dolara u akcijama i preuzimanje duga.
U februaru 2000. Rik Vagoner je imenovan za generalnog direktora, nasledivši Smita. Sledećeg meseca, GM je dao 5,1% svojih običnih akcija, vrednih 2,4 milijarde dolara, da bi stekao 20% udela u Fijatu.
U decembru 2000. GM je najavio da će početi da gasi Oldsmobil. Brend je na kraju ukinut 2004. godine, sedam godina nakon što je postao prvi američki brend automobila koji je napunio 100 godina.
- Ševrolet Taho hibridno vozilo
- Druga generacija Ševrolet Volta
- Ševrolet Volt
- The Dženeral motors EV1, električni automobil, predstavljen je u Kaliforniji 1996. godine.

U maju 2004. GM je isporučio prva hibridna vozila pune veličine, kamione Ševrolet Silverado/GMC Siera od 1/2 tone. Ovi blagi hibridi nisu koristili električnu energiju za pogon, kao kasniji dizajni GM-a. Kasnije, kompanija je debitovala sa još jednom hibridnom tehnologijom, razvijenom zajedno sa DajmlerKrajslerom i BMV-om, u dizel-električnom hibridnom pogonu koji proizvodi Alison transmisija za tranzitne autobuse. Nastavljajući da cilja na tržište dizel-hibrida, hibridno konceptno vozilo sa dizel motorom Opel astra je predstavljeno u januaru 2005. godine. Kasnije te godine, GM je prodao svoje odeljenje za elektro-motivne dizel lokomotive firmama privatnog kapitala Berkšir partneri i Grinbrajar ekviti grupa.
GM je platio 2 milijarde dolara da prekine svoje veze sa Fijatom 2005. godine, raskinuvši veze sa kompanijom zbog sve više nesaglasnijih stavova.
GM je počeo da dodaje svoj amblem „Znak izvrsnosti“ na sva nova vozila proizvedena i prodata u Severnoj Americi sredinom 2005. godine. Međutim, nakon reorganizacije 2009. godine, kompanija više nije dodavala logo, navodeći da bi naglasak na njena četiri osnovna odeljenja umanjio značaj GM logotipa.
Godine 2005, Edvard T. Velburn je unapređen na novostvorenu poziciju potpredsednika GM globalni dizajn, čime je postao prvi Afroamerikanac koji je vodio globalnu organizaciju za dizajn automobila i Afroamerikanac najvišeg ranga u američkoj automobilskoj industriji u to vreme. Dana 1. jula 2016, on se povukao iz Dženeral motorsa posle 44 godine. Zamenio ga je Majkl Simko.
Godine 2006, GM je uveo jarko žutu kapu za gorivo na svoja vozila kako bi podsetio vozače da automobili mogu da rade koristeći E85 etanolno gorivo. Takođe su predstavili još jedno hibridno vozilo te godine, Saturn vue grin lajn.
U 2008. godini, Dženeral motors se obavezao da će polovinu svojih proizvodnih pogona projektovati tako da budu bez deponija, recikliranjem ili ponovnom upotrebom otpada u procesu proizvodnje. Nastavljajući svoj ekološki svesni razvoj, GM je počeo da nudi dvomodalni hibridni sistem u Ševrolet tahu, GMC jukonu, Kadilak eskaladu i pikap kamionima.
Krajem 2008. godine, najveća krovna solarna instalacija na svetu postavljena je u GM-ovom proizvodnom pogonu u Saragosi. Solarna instalacija u Saragosi ima oko 2.000.000 kvadratnih stopa (190.000 m2) krova u fabrici i sadrži oko 85.000 solarnih panela. Instalacija je kreirana, u vlasništvu i pod upravom preduzeća Veolija životna sredina i vidovita energija, koje zakupljuje krovni prostor od GM-a.

### Bankrot po Poglavlju 11 i spasavanje
U martu 2009. godine, nakon što je kompanija dobila 17,4 milijarde dolara pomoći, ali nije bila efikasna u preokretu, predsednik Barak Obama je primorao izvršnog direktora Rika Vagonera da podnese ostavku.
Dženeral motors je 8. juna 2009. podneo zahtev za reorganizaciju po Poglavlju 11 uz podršku vlade. Dana 10. jula 2009, originalni Dženeral motors je prodao imovinu i neke podružnice potpuno novoj kompaniji, uključujući zaštitni znak Dženeral motorsa. Obaveze su ostavljene originalnom GM-u, preimenovanom u Motors likvidaciona kompanija, oslobađajući kompanije mnogih obaveza i rezultirajući novim GM-om.
Kroz Program za ublažavanje problema problematične imovine, Ministarstvo finansija Sjedinjenih Država uložilo je 49,5 milijardi dolara u Dženeral motors i povratilo 39 milijardi dolara kada je prodalo svoje akcije 9. decembra 2013, što je rezultiralo gubitkom od 10,3 milijarde dolara. Trezor je uložio dodatne 17,2 milijarde dolara u GM-ovu bivšu finansijsku kompaniju GMAC (sada Alaj fajnanšal). Akcije u Alaju su prodate 18. decembra 2014. za 19,6 milijardi dolara, čime je vlada ostvarila neto profit od 2,4 milijarde dolara, uključujući dividende. Jedna studija Centra za automobilska istraživanja pokazala je da je spasavanje GM-a spasilo 1,2 miliona radnih mesta i sačuvalo 34,9 milijardi dolara poreskih prihoda.
Dženeral motors Kanada nije bio deo bankrota Dženeral motorsa po Poglavlju 11.

### Posle reorganizacije
U junu 2009. godine, na zahtev Stivena Ratnera, glavnog savetnika predsednika Baraka Obame u Predsedničkoj radnoj grupi za automobilsku industriju, Edvard Vitakr mlađi, koji je vodio restrukturiranje AT&T-a, imenovan je za predsednika Dženeral motorsa. Vitakr je imao zadatak da nadgleda izlazak GM-a iz bankrota i da smanji njegov znatan broj brendova, od kojih su mnogi proizvodili hronične gubitke čak i pre nego što je recesija počela. U julu 2009. godine, nakon 40 dana zaštite od stečaja, kompanija je izašla iz reorganizacije Dženeral motorsa u okviru poglavlja 11 koju podržava vlada.
Kao što je naloženo sporazumom o spasavanju, GM je u junu 2009. započeo proces napuštanja svojih brendova sa najlošijim učinkom: Hamer, Sab, Saturn i Pontijak. Sporazumom iz oktobra 2009. je ugovorena prodaja brenda Hamer kompaniji Sičuan Tengdžunška teška industrijska mašinerija sa sedištem u Kini, ali je grupa privatnih investitora odustala tri meseca kasnije, što je dovelo do toga da je GM tražio novog kupca. Američka kompanija Rejzer tehnologije, zajedno sa nekoliko drugih, izrazila je interesovanje za kupovinu kompanije, ali nijedna od predloženih akvizicija nije ostvarena, a u aprilu 2010. GM je objavio da zvanično gasi brend Hamer. Slično tome, GM-ova nastojanja da proda svoj Saturn departman doveli su do rane ponude. U junu 2009, GM je najavio da će Saturn brend biti prodat Penske automotivnoj grupi. Dogovor je, međutim, propao i GM je proglasio brend ugašenim u oktobru 2010. Dok je GM pristao da odustane od svog lošeg brenda Pontijak kao deo svog sporazuma o spasavanju, kompanija je eksplicitno odlučila da ga ne proda drugoj kompaniji. Poslednji Pontijak je napravljen u januaru 2010. godine.
Godine 2009, GM se suočio sa značajnim izazovima u svojim operacijama u Aziji, posebno u Koreji sa GM-Dejvu automotivnom tehnološkom kompanijom (GMDAT). U to vreme, GM je proizvodio jeftine male automobile u Koreji i izvozio ih na tržišta u razvoju, uključujući Kinu. GMDAT je patio od problema sa novčanim tokovima koji su pogoršani gubitkom od 1,5 milijardi dolara u stranoj valuti u prvom kvartalu 2009. Neizvesna finansijska situacija GM-a, pogoršana predstojećim bankrotom, i nevoljnost spasilaca američke vlade da se pozabave pitanjima u inostranstvu, ostavljali su malo opcija. Suočen sa zamrznutim kreditnim tržištem i odbijanjem Korejske razvojne banke da odobri kredite preko postojećih 2 milijarde dolara koje je dugovao GMDAT, GM nije imao alternativu osim da traži kapital od Kine.
Do sredine novembra 2009. GM je iznenada imao 491 milion dolara na raspolaganju za GMDAT-ov preokret, iako je izvor sredstava u početku bio nejasan. Kasnije je otkriveno da je GM prodao 1% udela u Šangajskom GM-u kompaniji SAIC motor, čime je zapravo SAIC motoru dao kontrolni interes u preduzeću. Pored toga, GM je transformisao svoje GM indijsko odeljenje koje je bilo u teškom stanju u zajedničko preduzeće, sa SAIC motorom koji je kupio 50% udela u zamenu za investiciju od 350 miliona dolara. Rukovodioci GM-a su izjavili da je učešće SAIC motora olakšalo pristup finansiranju kineskog bankarskog sektora, što bi bilo teško obezbediti nezavisno. U svom podnesku za SEC iz 2010. godine, GM je pojasnio da je SAIC pomogao da se obezbedi zajam komercijalne banke od 400 miliona dolara, koristeći svoj udeo u Šangaj GM-u kao zalog.
U decembru 2009. godine, upravni odbor „novog” GM-a zatražio je od generalnog direktora Frica Hendersona da podnese ostavku, i njihov predsedavajući, Ed Vitakre, imenovan je za privremenog generalnog direktora. GM je odlučio da imenuje Vitakra za svog stalnog izvršnog direktora sledećeg meseca, iako je Vitakr na kraju otišao sa funkcije generalnog direktora u septembru 2010. godine, prepustivši tu poziciju svom kolegi, članu odbora GM-a Danijelu Akersonu, ali je pristao da nastavi kao predsednik GM-a do kraja godine. Akerson ga je zamenio na mestu predsednika, dok je nastavio da bude izvršni direktor, u januaru 2011. godine.
Godine 2010, GM je predstavio [Chevrolet Volt[|Ševrolet Volt]] kao električno vozilo sa produženim dometom (EREV), električno vozilo sa rezervnim generatorima na benzin, ili serijski plug-in hibrid. GM je isporučio prvi Volt u decembru 2010. godine. Ševrolet volt je bio plug-in hibridno električno vozilo sa rezervnim generatorima na benzin (električno vozilo sa produženim dometom). GM je napravio prototip električnog vozila sa dva sedišta u saradnji sa Segvej Ink. Rani prototip vozila za ličnu urbanu mobilnost i pristupačnost – nazvan Projekat P.U.M.A. – predstavljen je u Njujorku na Međunarodnom sajmu automobila 2009. godine.
GM je bio uspešniji u svojim pokušajima da proda Sab automobil: kompanija je zaključila prodaju holandskom proizvođaču automobila Spajker kars u februaru 2010. godine. Međutim, Sab je nastavio da loše posluje pod upravom Spajkera i 2012. godine Sabova divizija je proglasila bankrot.
- 2. generacija Bjuika Lakros (2010–2016)[142][143]
- Dženeral motors sikval, GM-ovo vozilo sa pogonom na gorive ćelije.
- E85 Fleksfjuel Ševrolet impala LT 2009 (SAD)
- Ševrolet bolt EV je objavljen krajem 2016.

Mari Bara je 15. januara 2014. imenovana za glavnog izvršnog direktora, nasledivši Danijela Akersona. Bara se takođe pridružila GM upravnom odboru. Samo tri nedelje kasnije, kompanija je objavila opoziv Dženeral motorsa za 2014. godinu, što je bilo zbog neispravnih prekidača za paljenje, a povezano je sa najmanje 124 smrtna slučaja. Procenjeno je da su rezultirajuće nagodbe sa članovima porodica nastradalih osoba koštala kompaniju 1,5 milijardi dolara. Pod Barom, GM je započeo višegodišnje napuštanje mnogih tržišta, odlučivši da se fokusira na tržišta sa većim profitom kao što su Severna Amerika i Kina.
Dana 4. januara 2016, u svojoj prvoj investiciji u kompaniju za grupni prevoz, GM je uložio 500 miliona dolara u Lift. Međutim, kompanija direktno ne snabdeva vozače Lifta vozilima, i nema planove da to čini u budućnosti. Lift se udružio sa firmom Motional za proizvodnju svojih autonomnih vozila.
U martu 2016. GM je kupio Kruz, start-up samovozećih vozila u San Francisku, kako bi razvio samovozeće automobile koji bi mogli da se koriste u flotama javnog prevoza. U junu 2022. godine, Kruz je dobio prvu kalifornijsku upotrebnu dozvolu za vozila bez vozača, što je omogućilo preduzeću da naplaćuje naknade za svoje usluge, kao i da nudi potpuno autonomne vožnje u velikom javnom gradu. The Verge je izvestio da je kompanija izgubila 561 milion dolara u prvom kvartalu 2023. godine, ali da ostaju na putu da ostvare 1 milijardu dolara prihoda do 2025. i 50 milijardi dolara do 2030. godine.
U oktobru 2016. GM je započeo proizvodnju Ševrolet bolta EV, prvog potpuno električnog automobila za masovno tržište sa dometom većim od 200 milja (320 km). Baterija i većinu komponenti pogona je napravila LG korporacija i sastavila ih u GM-ovoj fabrici u Lejk Orionu, Mičigen. GM je odabrao da koristi Bolt EV i sličan Bolt EUV za svoje servisne usluge u okviru Kruza.
Dana 8. januara 2021, GM je predstavio novi logo uz slogan „EVerybody in”, sa velikim slovima „EV” kao znak posvećenosti kompanije električnim vozilima. GM-ov novi logo je koristio negativni prostor da stvori ideju o električnom utikaču u slovu „M” logotipa.
Na Sajmu potrošačke elektronike u januaru 2021. GM je lansirao Brajtdrop, svoj brend za potpuno električna komercijalna vozila.
Dana 28. januara 2021, GM je najavio da će prekinuti proizvodnju i prodaju vozila na fosilna goriva (uključujući hibride i plug-in hibride) do 2035. godine kao deo svog plana da postigne neutralnost ugljenika do 2040. godine.
Godine 2021, GM je najavio planove za uspostavljanje laboratorije za automobilske baterije i baterijske pakete u Mičigenu. GM će biti odgovoran za sisteme za upravljanje baterijama i energetsku elektroniku, upravljanje toplotom, kao i za sklapanje paketa. Postojeće GM postrojenje u Braunstaunu je izabrano da se nadogradi kao fabrika za baterijske pakete. Američka podružnica kompanije LG Hem, kompaktna energija iz Troja u Mičigenu, je pravila pakete prototipa za razvojna vozila i nastaviće da pruža podršku za integraciju i deluje kao posrednik programa.
MSredinom 2023. godine, GM je odustao od svog cilja isporuke električnih vozila Severnoj Americi od 400.000 jedinica od 2022. do sredine 2024. godine. Prethodno je određen vremenski okvir do kraja 2023. Izvršna direktorka Mari Bara je ukazala na neuspehe u skaliranju proizvodnje baterijskih modula dok je istovremeno okrivila nedostatak potražnje potrošača.
Dženeral motors i LG Hem Ltd. imaju dugoročni ugovor o snabdevanju. LG Hem Ltd. će obezbediti GM-u više od 500.000 tona katodnog materijala za 24,7 triliona vona (18,6 milijardi američkih dolara). Dostavljeni materijali za proizvođača automobila biće dovoljni za 5 miliona električnih vozila.
U januaru 2024. GM je najavio da će ponovo proizvoditi plug-in hibridno električno vozilo (PHEV), kao i da ima za cilj da uravnoteži ponudu akumulatorskih električnih vozila sa potražnjom.
Dana 15. aprila 2024, GM je najavio da će preseliti svoje globalno sedište iz Renesansnog centra u obližnji Hadsons Detroit naselje 2025. godine.

### Istorija motosporta
GM je učestvovao na Svetskom prvenstvu u turing automobilima (WTCC) od 2004. do 2012, a takođe je učestvovao na drugim šampionatima u motosportu, uključujući 24 sata Le Mana, NASCAR, SCCA i Superautomobilsko prvenstvo.
GM-ovi motori su bili uspešni u Indi trkačkoj ligi (IRL) tokom 1990-ih, pobeđujući u mnogim trkama u maloj V8 klasi. GM je takođe uradio mnogo na razvoju elektronike za GM auto trke. Nemodifikovani Aurora V8 u Aeroteku je zabeležio 47 svetskih rekorda, uključujući i rekord za brzu izdržljivost u Kući slavnih moto sporta Amerike. Nedavno je Kadillac V serija ušla u motosportske trke.
GM je takođe dizajnirao automobile posebno za upotrebu u NASCAR auto trkama. Ševrolet kamaro ZL1 je jedini model u seriji. U prošlosti su takođe korišćeni Pontijak grand pri, Bjuik regal, Oldsmobil katlas, Ševrolet lumina, Ševrolet malibu, Ševrolet Monte Karlo, Ševrolet impala i Ševrolet SS. GM je osvojio mnogo proizvođačkih šampionata NASCAR kup serije, uključujući 40 sa Ševroletom, najviše od svih proizvođača u istoriji NASCAR-a, 3 sa Oldsmobilom, 2 sa Bjuikom i 1 sa Pontijakom. Godine 2021, Ševrolet je postao prvi brend koji je dostigao 800 pobeda.
U Australiji, Holden automobili bazirani na platformama Monaro, [[Holden Torana|Torana] i Komodor su se takmičili u Australijskom šampionatu turing automobila do 2022. Holden je osvojio Batarst 1000, rekordnih 36 puta između 1968 i 2022 i Australijsko prvenstvo u turing automobilima 23 puta. Od 2023. godine voziće se Ševrolet kamaro.

### Evolucija logotipa
Evolucija GM logotipa kroz godine:
- 1938–1964[181]
- Znak izvrsnosti (1964–2021)[181]
- 2001–2021[181]
- 2010–2021[181]
- 2021 (gradijent)[181]
- 2021 (jednobojan)[182]
- 2022 (žig)[183]

## Napomene
1. ↑  Prodaja kompanije Dženeral motors i povezanih kompanija, a ne njen stvarni obim proizvodnje.

## Literatura
- „G.M.'s Road From Prosperity to Crisis”. The New York Times. 31. 5. 2009. Архивирано из оригинала 4. 6. 2009. г. Приступљено 1. 6. 2009.
- Bunkley, Nick (25. 5. 2011). „Automotive Industry Crisis”. The New York Times. Архивирано из оригинала 26. 10. 2012. г. Приступљено 9. 9. 2012.
- Goolsbee, Austan D.; Krueger, Alan B. (2015). „A retrospective look at rescuing and restructuring General Motors and Chrysler”. Journal of Economic Perspectives. 29 (2): 3—24.
- Barabba, Vincent P. (2004). Surviving Transformation: Lessons from GM's Surprising Turnaround. New York: Oxford University Press. ISBN 978-0-19-517141-9. OCLC 474580094. Архивирано из оригинала 01. 01. 2016. г. Приступљено 29. 10. 2015.
- Chandler, Alfred D., Jr. (1964). Giant Enterprise: Ford, General Motors, and the Automobile Industry. New York: Harcourt, Brace & World. ISBN 978-0-405-13349-7. OCLC 63017200.
- Cray, Ed (1980). Chrome Colossus: General Motors and Its Times. New York: McGraw-Hill. ISBN 978-0-07-013493-5. OCLC 6223723.
- Farber, David R. (2002). Sloan Rules: Alfred P. Sloan and the Triumph of General Motors. Chicago: University of Chicago Press. ISBN 978-0-226-23804-3. OCLC 49558636. Архивирано из оригинала 1. 1. 2016. г. Приступљено 29. 10. 2015.
- Gustin, Lawrence R. (2008) [1973]. Billy Durant: Creator of General Motors. Ann Arbor: University of Michigan Press. ISBN 978-0-472-03302-7. OCLC 179794253.
- Halberstam, David (1986). The Reckoning. A Thomas Congdon book. New York: Morrow. ISBN 978-0-688-04838-9. OCLC 246158814.
- Keller, Maryann (1989). Rude Awakening: The Rise, Fall, and Struggle for Recovery of General Motors. New York: Morrow. ISBN 978-0-688-07527-9. OCLC 423222597.
- Kimes, Beverly Rae, ур. (1989). The Standard Catalogue of American Cars 1805–1942 (2nd изд.). Iola, Wisconsin: Krause Publications. ISBN 978-0-87341-111-0.
- Leslie, Stuart W. (1983). Boss Kettering. New York: Columbia University Press. ISBN 978-0-231-05600-7. OCLC 8845819.
- Maxton, Graeme P.; Wormald, John (2004). Time for a Model Change: Re-Engineering the Global Automotive Industry. Cambridge, England: Cambridge University Press. ISBN 978-0-521-83715-6. OCLC 54826137. Архивирано из оригинала 1. 1. 2016. г. Приступљено 29. 10. 2015.
- Maynard, Micheline (2003). The End of Detroit: How the Big Three Lost Their Grip on the American Car Market. New York: Currency/Doubleday. ISBN 978-0-385-50769-1. OCLC 52623614.
- Pelfrey, William (2006). Billy, Alfred, and General Motors: The Story of Two Unique Men, a Legendary Company, and a Remarkable Time in American History. New York: AMACOM. ISBN 978-0-8144-0869-8. OCLC 61362777. Архивирано из оригинала 1. 1. 2016. г. Приступљено 29. 10. 2015.
- Pound, Arthur (1934). The turning wheel; the story of General Motors through twenty-five years, 1908-1933.
- Rae, John Bell (1965). The American Automobile; A Brief History. The Chicago history of American civilization. Chicago: University of Chicago Press. OCLC 236834.
- Robertson, Heather (1995). Driving force: The McLaughlin family and the age of the car. McClelland & Stewart. ISBN 978-0-7710-7556-8A history of the businesses of Samuel McLaughlin and family, and the beginnings of General Motors Canada Ltd.
- Weisberger, Bernard A. (1979). The Dream Maker: William C. Durant, Founder of General Motors. Boston: Little, Brown. ISBN 978-0-316-92874-8. OCLC 5736758.

## Spoljašnje veze
- Top Speed: General Motors
- Politika: Proizvođači vozila iz Detroita se dižu iz pepela
- RTS: Povratak američkog džina
- General Motors: Istorijat kompanije